# La Ilustración Española y Americana
La Ilustración Española y Americana est une revue hebdomadaire espagnole de la deuxième moitié du XIXe siècle et du début du XXe siècle. Fondée en 1869 à Madrid par Abelardo de Carlos (es), elle disparaît en 1921.

## Histoire
La Ilustración Española y Americana est fondée en 1869 par Abelardo de Carlos (es), qui en est le directeur jusqu'en 1881, remplacé par son fils Abelardo José de Carlos y Hierro. Elle prend la suite du Museo Universal, éditée entre 1857 et 1869, et met fin avec ses nouvelles techniques de gravure et d'impression et ses nouvelles structures de contenus, à Museo de las Familias (1843-1870). La revue suit le modèle de prestigieuses publications européennes telles que les françaises L'Illustration et Le Monde illustré, l'allemande Illustrirte Zeitung ou l'italienne L'Illustrazione Italiana.

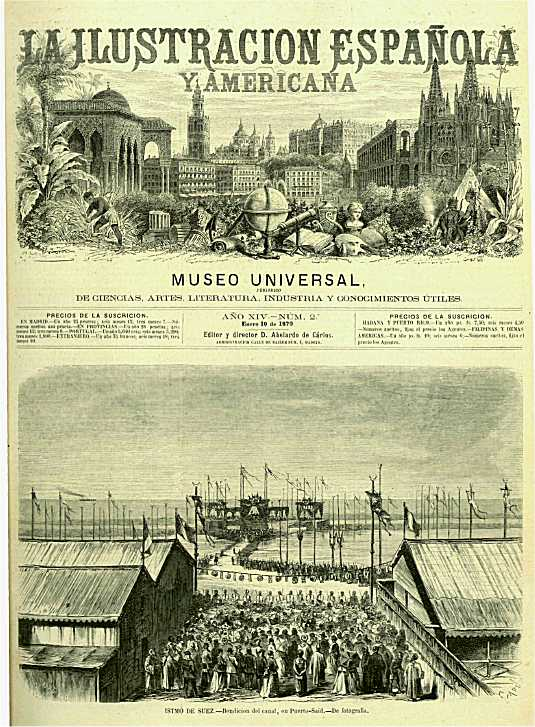
La Ilustración Española y Americana du 2 janvier 1870, an XIV, no 2.

Dans son entête, la revue se présentait comme Journal de sciences, arts, littérature, industrie et connaissances utiles. Comme l'indique son nom, la revue se caractérise par la profusion de ses illustrations qui représentent une grande quantité d'aspects de la vie quotidienne espagnole et des pays hispano-américains où la revue est également diffusée.
Elle est publiée hebdomadairement les jours 8, 15, 22 et 30 de chaque mois.
Elle disparaît en 1921.

## Collaborateurs

### Écrivains
Parmi les plus remarquables écrivains apparaissent José Zorrilla, Ramón de Campoamor, Juan Valera, Leopoldo Alas Clarín, Ramón María del Valle-Inclán, Miguel de Unamuno et Emilia Pardo Bazán, mais également des hommes politiques ou des journalistes tels qu'Emilio Castelar, Ángel Fernández de los Ríos (es), Peregrín García Cadena (es), Manuel Cañete (es), José Velarde, Miguel Rodríguez Ferrer (es), Patrocinio de Biedma y la Moneda (es) ou Francisca Sarasate (es).

### Artistes
La grande quantité d'illustrations en fait une « authentique école de maîtres graphiques », dessinateurs et graveurs, dont Bernardo Rico y Ortega est le directeur artistique et chef des ateliers de Rivadeneyra. Il est aidé dans ce travail de coordination par son frère Martín, Arturo Carretero (es) et Tomás Carlos Capuz, ainsi que des peintres, des dessinateurs et des graveurs comme Francisco Pastor Muntó (es). La revue inclut fréquemment des gravures d'après des photographies de Jean Laurent.
Parmi les artistes qui travaillent pour cette publication, il y a les peintres Enrique Simonet, Valeriano Domínguez Bécquer, Francisco Pradilla y Ortiz, Eduardo Sánchez Solá (es), Isidro Gil (es), Alejandro Ferrant y Fischermans (es), les dessinateurs ou graveurs Juan Comba, José Luis Pellicer, Francisco Ortego, Tomás Padró (es), Félix Badillo (es), Manuel Alcázar Ruiz, Domingo Muñoz (es), Alfredo Perea, Mariano Pedrero, Francisco Pastor Muntó (es), et surtout Bernardo Rico y Ortega. La revue publie fréquemment des gravures réalisées à partir de photographies prises par Jean Laurent.